# Flechtingen-Roßlauer Scholle
Die Flechtingen-Roßlauer Scholle, auch kurz Flechtingen-Roßlau-Scholle oder Flechtinger Scholle genannt, ist eine herzynisch streichende Scholle der Erdkruste, die sich etwa von der Niederung des Drömling im Nordwesten nach Südosten bis nach Roßlau nach Südosten erstreckt und die nördliche und nordöstliche Begrenzung der subherzynen Senke darstellt. Sie bildet eine regionale Einheit der Mitteldeutschen Großscholle und ist eines der nördlichsten Vorkommen von Festgestein im sonst fast vollständig von quartären Lockergesteinen bedeckten Norddeutschland.  Ihre Festgesteine stehen im Bereich des Flechtinger Höhenzugs und des Domfelsens in Magdeburg an der Oberfläche an.

## Geologie
Die konsolidierte Erdkruste im mitteldeutschen Raum entstand während der variszischen Gebirgsbildung. Im Mesozoikum zerbrach sie in einzelne herzynisch streichende Schollen, darunter diejenigen, die heute Thüringer Wald, Harz und Flechtingen-Roßlauer Scholle bilden, die emporgehoben wurden. Nach nochmaliger Hebung im Känozoikum ist die Flechtingen-Roßlauer Scholle heute nur noch mit den jüngsten Sedimenten bedeckt, und an einigen Stellen stehen ihre Gesteine an der Oberfläche an.
Vorherrschende Gesteine sind Sedimente und Vulkanite des Karbon und Unterperm (Grundgebirge und Übergangsstockwerk). Sie wurden untermeerisch im Rheischen Ozean abgelagert und im Rahmen der variszischen Plattenkollision gefaltet. Nach der Faltung wurde das Gebirge eingerumpft und bald wieder vom Meer bedeckt.
Granitoide Gesteine wurden in Plutonen nachgewiesen.
Über die nächsten Jahrmillionen bis in die Kreidezeit wurde die Region von Sedimenten bedeckt, zunächst denen des Zechsteinmeers. In der Trias, dem Jura und der Kreide wechselten sich Zeiten der Überflutung mit Zeiten des Trockenfallens ab. Mit zunehmender Mächtigkeit der Sedimente begann das darunter lagernde Zechsteinsalz plastisch zu fließen und bildete Salzstrukturen wie die des Allertals, des Oschersleben-Staßfurter Sattels oder der Hakel-Struktur. Im Tertiär stieß die Ur-Nordsee bis in das Gebiet vor und lagerte marine Sedimente ab. In dieser Zeit entstanden Braunkohlelagerstätten. Obereozäne marine Ablagerungen fehlen jedoch auf dem gesamten breiten Kulmausstrich der Flechtingen-Roßlauer Scholle, die also während dieser Zeit eine Festlandsschwelle bildete.

## Gesteinsvorkommen

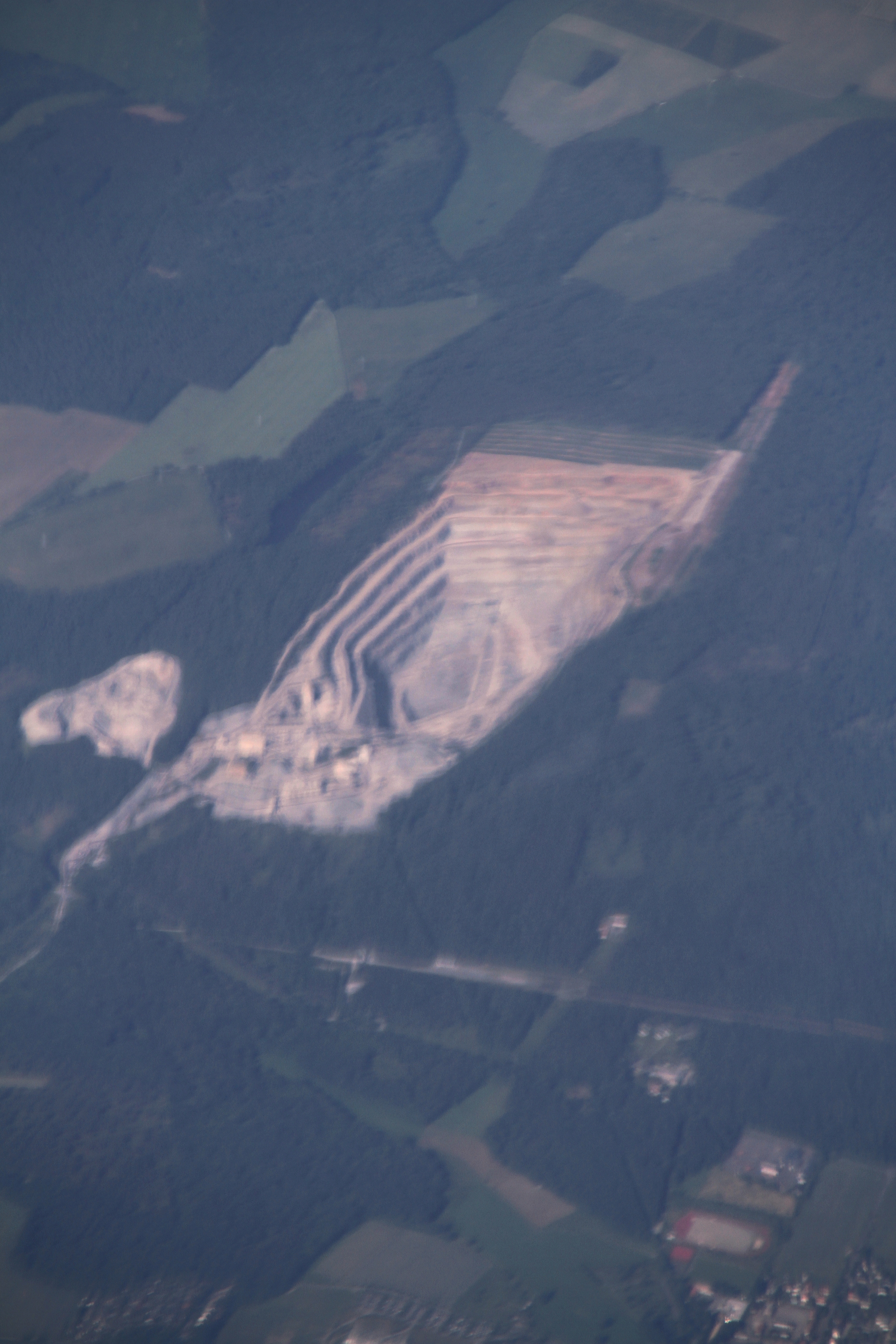
Steinbruch bei Flechtingen

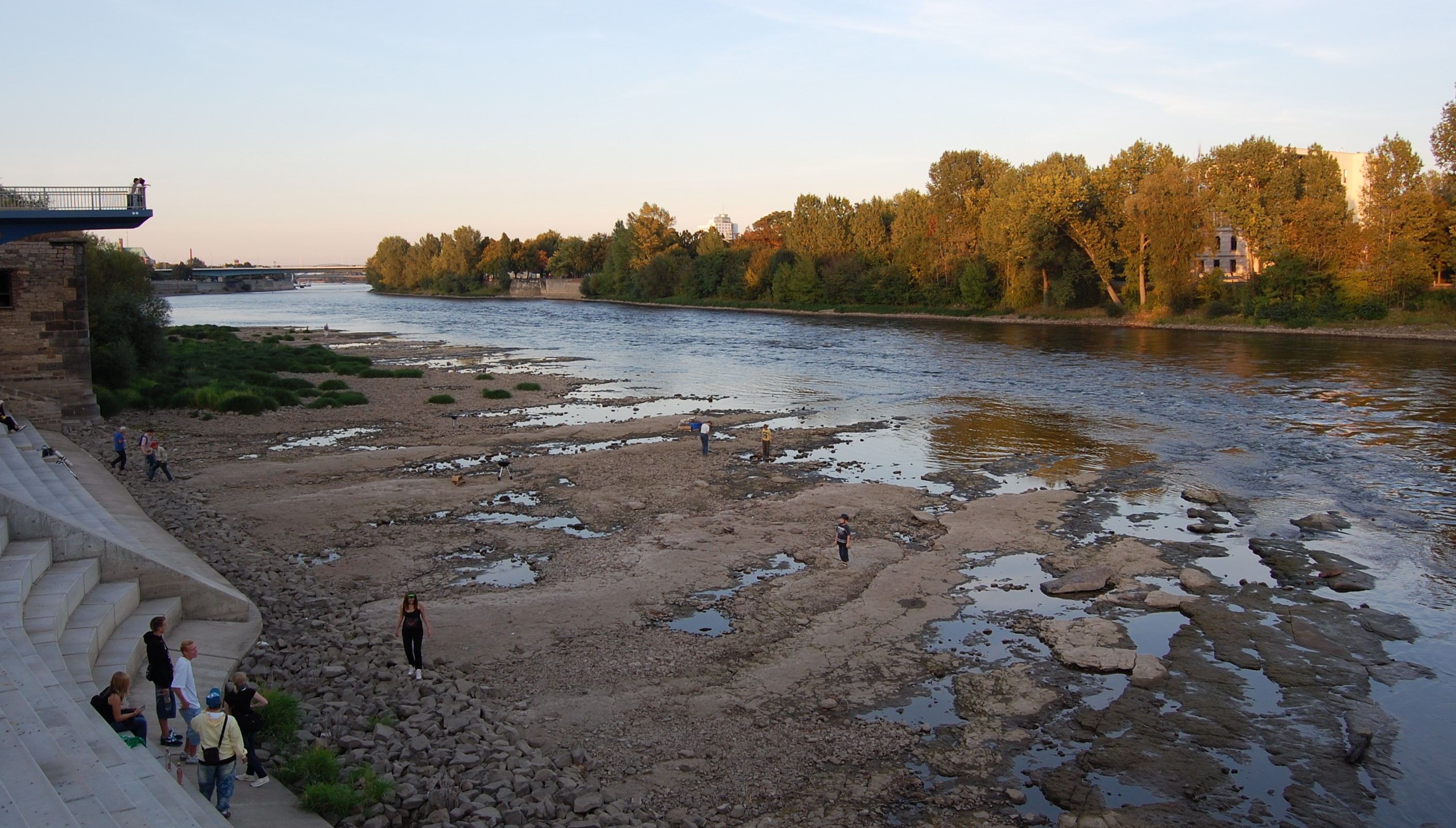
Domfelsen in Magdeburg

### Flechtinger Höhenzug
Im Flechtinger Höhenzug stehen vulkanische Gesteine sowie Sedimentgesteine aus dem Karbon und Perm an der Oberfläche an und werden in Steinbrüchen gewonnen.

### Magdeburger Domfelsen
Als Domfelsen stehen im Stadtgebiet von Magdeburg Sandstein und Schluffstein an.

### Quarzit-Steinbrüche Gommern
Die bei Gommern lange Zeit abgebaute Quarzitlagerstätte besteht aus einer mehr als 430 m mächtigen Wechsellagerung von Quarzitbänken und Tonsteinlagen im Verhältnis 5:2, ursprünglich eine Sand-Ton-Wechselfolge mit typischen Sedimentmarken und Strukturen von Turbiditen. Er wird als Flysch aus dem Unterkarbon eingestuft und ist tektonisch gefaltet (Antiklinalen und Synklinalen) und intensiv geklüftet.